# Косяковка (Киевская область)
Косяко́вка (укр. Косяківка) — село, входит в Таращанский район Киевской области Украины.
Население по переписи 2001 года составляло 566 человек. Почтовый индекс — 09552. Телефонный код — 4566. Занимает площадь 2,074 км². Код КОАТУУ — 3224482301.

## Местный совет
09552, Київська обл., Таращанський р-н, с.Косяківка